# Beckhoplia julianae
Beckhoplia julianae är en skalbaggsart som beskrevs av Dombrow 2005. Beckhoplia julianae ingår i släktet Beckhoplia och familjen Melolonthidae. Inga underarter finns listade.